# نیستان (بیرجند)
نیستان یک منطقهٔ مسکونی در دهستان کاهشنگ از توابع بخش مرکزی شهرستان بیرجند، واقع در استان خراسان جنوبی کشور ایران است. که بر پایه سرشماری عمومی نفوس و مسکن در سال ۱۳۸۵ جمعیت آن ۲۵ نفر (در ۶ خانوار)  و طبق سرشماری عمومی نفوس و مسکن در سال ۱۳۹۵ جمعیت آن ۶۵ نفر (در ۲۲ خانوار) بوده‌است.